# Brian van Goethem
Brian van Goethem (Sluiskil, 16 de abril de 1991) es un ciclista neerlandés que fue profesional entre 2013 y 2020.

## Palmarés
2013
- Tour de Zuidenveld

2014
- Gran Premio Marcel Kint[2]

## Resultados en Grandes Vueltas
| Carrera | Carrera         | 2013 | 2014 | 2015 | 2016 | 2017 | 2018 | 2019 | 2020 |
| ------- | --------------- | ---- | ---- | ---- | ---- | ---- | ---- | ---- | ---- |
|         | Giro de Italia  | —    | —    | —    | —    | —    | —    | —    | —    |
|         | Tour de Francia | —    | —    | —    | —    | —    | —    | —    | —    |
|         | Vuelta a España | —    | —    | —    | —    | —    | —    | Ab.  | —    |

—: no participa

Ab.: abandono 